# 미히로
미히로(みひろ, 본명: 카네코 미히로, 1982년 5월 19일~)는 일본의 배우, AV 배우, 탤런트이다. TV 프로그램과 무대, 영화 배우로서 활동중이다. 2015년 5월 배우 시모카와 신야와 결혼했다. 2019년 9월에 한국인을 상대로 한 유튜브 채널을 개설하여 화제가 되었다. 2021년 5월부터 여배우로서 예명을 카네코 미히로(金子みひろ)로 개명하는 것을 발표.

## 출연

### 드라마
- 2005년 《특명계장 타다노 히토시 시즌 2》
- 2006년 《세컨드 하우스》
- 2007년 《노조미의 방》
- 2010년 《료마전》
- 2010년 《비밀》
- 2014년 《아라사짱 무수정》 ... 유루후와짱 역

### 영화
- 2009년 《사무라이 래퍼》